# Dipartimento di Mayo-Rey
Il dipartimento di Mayo-Rey è un dipartimento del Camerun nella Regione del Nord.

## Comuni
Il dipartimento è suddiviso in 4 comuni:
- Mandingring
- Tcholliré
- Rey-Bouba
- Touboro